# Якутович, Георгий Вячеславович
Георгий Вячеславович Якуто́вич (укр. Георгій В'ячеславович Якутович; 1930, Киев, Украинская ССР, СССР —2000) — советский и украинский художник, график. Народный художник УССР (1990).
Член-корреспондент Академии художеств СССР (1988), профессор Академии искусств Украины (1995), член Национального союза художников Украины.

## Биография
Родился 14 февраля 1930 года в Киеве.
Учился в Киевском художественном институте (1948—1954, класс Иллариона Плещинского).
Автор многих книжных иллюстраций, отличающихся стремлением к раскрытию образов литературных произведений.
Автор линогравюр и плоскостно-декоративных композиций. Также работал в технике офорта, исполнял эскизы для кинофильмов, плакаты.
Вспоминая работу над фильмом «Тени забытых предков», Иван Драч писал: «Сергей Параджанов как кавказский горец прекрасно понимал и чувствовал жизнь карпатских горцев, их обычаи и особенности. Хорошо зная кавказский фольклор, он также легко понимал и украинский. Если Параджанов и имел потребность в советах во время съемок «Теней», то их давал не я, а великий художник Георгий Якутович-старший, который жил там, и намного лучше, чем я, знал местные особенности».
Умер 5 сентября 2000 года в Киеве, похоронен на Байковом кладбище.
Отец художников Сергея Якутовича и Дмитрия Якутовича (1958).
В числе его учеников — В. Авраменко.

## Награды и звания
- Государственная премия УССР имени Т. Г. Шевченко (1983), за иллюстрации к книгам «Повесть временных лет», «Слово о полку Игореве», «Знаки. Чичка. Вора поймали» М. Черемшины, «Казак Голота» М. А. Пригары.
- Государственная премия УССР имени Т. Г. Шевченко (1991), за художественный фильм «Тени забытых предков».
- Заслуженный деятель искусств УССР (1968).
- Народный художник УССР (1990).
- Орден «За заслуги» III степени (2000)[5]

## Фильмография

### Роли в кино
- 1971 — Захар Беркут

### Художник в кино
- 1964 — Тени забытых предков
- 1971 — Захар Беркут